# Micromalthus debilis
Micromalthus debilis es un coleóptero nativo del este de los Estados Unidos, y la única especie de la familia Micromalthidae, dentro del primitivo suborden Archostemata.

## Características
Se trata de un escarabajo alargado, de 1,5 a 2,5 mm de longitud, y color marrón oscuro, con patas y antenas amarillas. La cabeza es más grande que el tórax, con grandes ojos que sobresalen de ambos lados.

## Historia natural
Las larvas son devoradoras de madera que se alimentan de troncos de castaño y roble bajo condiciones de humedad. También se ha sabido que causan daños a los edificios y postes; sin embargo, los informes sobre la especie son infrecuentes y se trata de algo desconocido ya que los casos son raros, o comunes pero no reconocidos. El ciclo vital es poco corriente y en él la larva puede derivar hacia una hembra adulta estéril. Las larvas son capaces de reproducirse, fenómeno conocido como paedogénesis. La especie se ha extendido a varias partes del mundo por el comercio humano, probablemente de madera.

## Posición taxonómica
La clasificación de Micromalthus debilis es controvertida e inestable. La especie, anunciada por primera vez por LeConte en 1878, fue durante mucho tiempo considerada como parte del suborden Polyphaga, y situada junto a las familias Lymexylidae o Telegeusidae, o como una familia dentro de la superfamilia Cantharoidea. Sin embargo, las características de la larva, las alas y los genitalia masculina demuestran que debe estar en el suborden Archostemata.